# Sébastien Verhulst
Sébastien Verhulst est un footballeur belge, né le 19 février 1907 à Alost (Belgique).
Attaquant au Beerschot VAC, il a joué un match du tournoi olympique de 1928 aux Pays-Basavec l'équipe de Belgique.

## Palmarès
- International en 1928 (1 sélection)
- Champion de Belgique en 1926 et 1928 avec le Beerschot VAC